# Reino de Kandy
El reino de Kandy fue una monarquía independiente en el actual país de Sri Lanka, localizado solamente en la región central y este de la isla. Fue fundada en el siglo XV y duró hasta el siglo XIX. Inicialmente, fue parte del reino de Kotte, fue establecido como una parte independiente de este reino durante los difíciles siglos XVI y XVII, siendo aliado también del reino de Jaffna y la Dinastía Madurai Nayaks, del sur de la India, a través de arreglos matrimoniales. Desde 1590, fue el único reino nativo independiente en la isla de Ceilán, y a través de diferentes estrategias y la política colonial mantenida por los europeos, finalmente el reino terminó sucumbiendo y se convirtió en una colonia británica a partir de 1818. El reino fue absorbido en su totalidad por el imperio británico como un protectorado siguiendo los principios de la Convención de Kandyan de 1815, y perdió definitivamente su autonomía como resultado de la Rebelión de Uva ocurrida en 1817. El reino también se caracterizó por ser el único periodo antiguo en la historia de Sri Lanka en que se mantuvieron unidos los dos pueblos originarios de la isla, los tamil y los ceilaneses.

## Nombre
A través de los años que duró su existencia, el reino de Kandy fue conocido con diversos nombres:
- Kanda Uda Pasrata
- Reino de Senkadagala
- Kanda Udarata
- Reino de Mahanuwara
- Sri Wardhanapura
- Thun Sinhalaya o Tri Sinhala
- Kande Nuwara

## Historia
La ciudad de Kandy fue fundada como Senkadagalapura hacia mediados del siglo XIV, durante el reinado de Vikramabahu III de Gampola (1357-1374). El centro de Sri Lanka fue gobernado por reyes del reino de Kotte desde el siglo XV al siglo XVI con el debilitamiento de la ocupación portuguesa de la isla. En 1521, el reino de Kotte fue dividido y surge de esta forma el nuevo reino de Kandy como un serio rival al dominio total de la isla.

## Divisiones administrativas
Desde los primeros años del reino de Kandy, este fue dividido en las siguientes áreasː
| Nombre antiguo | Nombre actual            | Distrito           |
| -------------- | ------------------------ | ------------------ |
| Siduruwana     | Uda Nuwara y Uda Palatha |                    |
| Balawita       | Harispaththuwa           |                    |
| Matale         | Matale                   | Distrito de Matale |
| Dumbara        | Dumbara                  |                    |
| Sagama Tungama | Walapane y Hewaheta      |                    |